# Pankracy (Żerdiew)
Pankracy, imię świeckie Władysław Pietrowicz Żerdiew (ur. 21 lipca 1955 w Permie) – biskup Rosyjskiego Kościoła Prawosławnego.

## Życiorys
Ukończył technikum budowlane w Permie i wydział architektury instytutu politechnicznego w Duszanbe. W 1986 wstąpił do seminarium duchownego w Moskwie, a następnie również do ławry Troicko-Siergijewskiej. 3 lipca 1987 złożył wieczyste śluby zakonne z imieniem Pankracy. 18 lipca tego samego roku został hierodiakonem, zaś 8 czerwca 1988 hieromnichem. 17 lipca 1988 został igumenem, zaś 4 maja 1990 – archimandrytą. W czasie pobytu w Ławrze zajmował się m.in. koordynacją jej działalności wydawniczej.
18 stycznia 1993 patriarcha moskiewski i całej Rusi Aleksy II wyznaczył go na przełożonego reaktywowanego Monasteru Wałaam. Jako przełożony tego monasteru archimandryta Pankracy (Żerdiew) przyczynił się do znacznego wzrostu liczby mnichów i otwarcia filii klasztoru w Moskwie, Petersburgu, Sortawale, Bortnikowie, Ozierkach i w Soczi. Reaktywował również osiem skitów podległych monasterowi oraz koordynował prace remontowe w zabudowaniach i cerkwiach głównego klasztoru. W 2005 uczestniczył w uroczystym poświęceniu jego odnowionego soboru Przemienienia Pańskiego, czego dokonał patriarcha Aleksy II.
2 czerwca 2005 miała miejsce jego chirotonia na biskupa troickiego, wikariusza eparchii moskiewskiej. Pankracy (Żerdiew) zachował przy tym funkcję przełożonego Monasteru Wałaam. W 2011 r. został przewodniczącym komisji do spraw kanonizacji przy synodzie Rosyjskiego Kościoła Prawosławnego.